# Filip Rýdel
Filip Rýdel (* 30. března 1984 Nový Jičín, Československo) je český fotbalový záložník, momentálně působící v týmu SV Karlstetten/Neidling. Je defenzivně laděným hráčem, může nastupovat i v obraně.

## Klubová kariéra
Je odchovancem TJ Hodslavice, odkud po pěti letech přestoupil do TJ Nový Jičín a po dalších pěti letech se stal v roce 1999 hráčem Sigmy Olomouc. V první lize debutoval 24. dubna 2005 v utkání Brno - Olomouc 0:1. Výrazněji na sebe upozornil, když se dostal do nominace na Mistrovství Evropy do 21 let v roce 2007. Jméno si udělal zejména během jara 2009 na hostování v FC Tescoma Zlín, poté přestoupil do Plzně. V sezóně 2010/11, na jejímž konci se plzeňský tým radoval ze zisku titulu, nastoupil v jeho dresu jen jednou a po 5. kole odešel na hostování do brněnské Zbrojovky. V ní odehrál během ročníku 22 zápasů a vstřelil 3 góly. V další sezóně hostoval v Českých Budějovicích, kam před ročníkem 2012/13 přestoupil. V zimě 2013/14 zamířil do celku FK Bohemians Praha. V létě 2014 odešel do SV Karlstetten/Neidling. Mužstvo se stalo jeho prvním zahraničním angažmá.

## Reprezentace
S českou reprezentací do 21 let se zúčastnil Mistrovství Evropy v roce 2007, kde ČR skončila po zápasech s Anglií (0:0), Srbskem (prohra 0:1) a Itálií (prohra 1:3) se ziskem 1 bodu na poslední čtvrté příčce základní skupiny B. Nastoupil v utkání proti Itálii a byl to zároveň jeho jediný start za reprezentaci do 21 let.